# Hausen am Albis
Hausen am Albis é uma comuna da Suíça, no Cantão Zurique, com cerca de 3.138 habitantes. Estende-se por uma área de 13,64 km², de densidade populacional de 230 hab/km². Confina com as seguintes comunas: Aeugst am Albis, Baar (ZG), Hirzel, Horgen, Kappel am Albis, Langnau am Albis, Neuheim (ZG), Rifferswil.

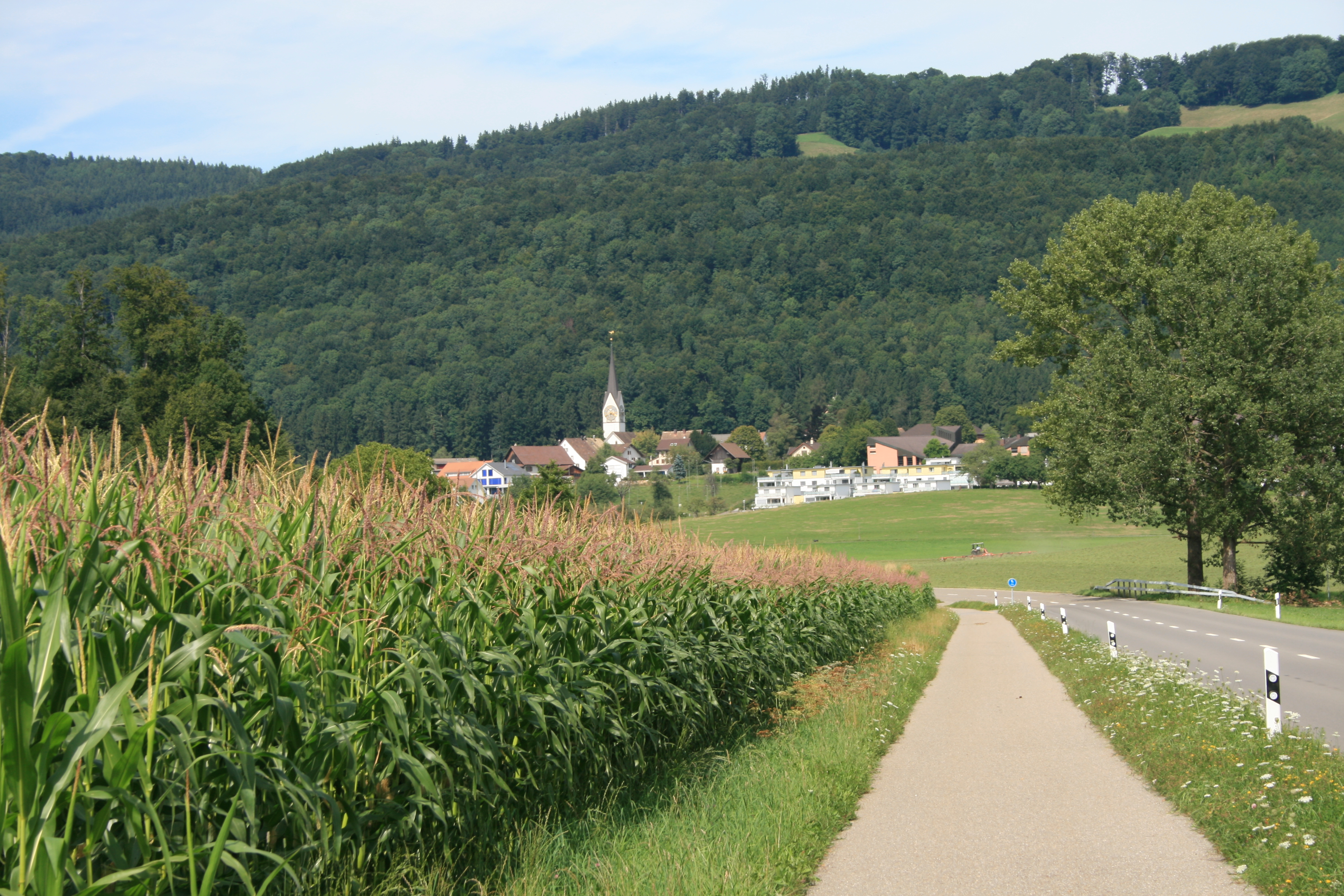
Hausen am Albis.

A língua oficial nesta comuna é o Alemão.